# Stanislaus Grumman
Stanislaus Grumman alias Oberst John Parry eller Jopari, er en fiktiv karakter i Philip Pullmans trilogi Det gyldne kompas. Han er far til Will Parry og gift med Elaine Parry. 
John Parry var en berømt engelsk opdagelsesrejsende og major i Den Engelske Royale Marine i Wills verden. På et tidspunkt tog han på en arkæologisk ekspedition til Alaska. Der havde han høje forventninger om at finde en mytologisk portal til en anden verden. Det lykkedes ikke i første omgang, men så kommer han og hans to følgesvende til at gå gennem en portal ved et uheld i en snestorm og de kommer til byen Cittágazze. Hans to kammerater bliver dog dræbt af Genfærd kort tid efter. 
Grumman vover sig igennem Cittágazze og finder en portal indtil Lyras verden. Da han kommer til hendes verden, får han også sin egen daimon, Sayan Kötör, en fiskeørn. Han ændrer til sidst sit navn til Stanislaus Grumman, sandsynligvis fordi han har brug for et navn der passer til den nye verden. Noget tid efter, kommer han på Berlin Academy. Han blev både en berømt og lidt berygtede opdager, berygtede for hans store nysgerrighed overfor verdenen og dens elementer. 
Han viste en senere interesse for "Støv" og dens enheder. De fleste af hans undersøgelser af den underlige substans er ukendte. På et tidspunkt slutter han sig til Jenisej-stammen og fik foretaget trepanation (et ritual, hvor man borer et hul i kraniet på et menneske, der bliver optaget i en stamme) i hans kranium. Han bliver til sidst leder og shaman af stammen og får navnet Jopari, en variant af John Parry. 
Efter dette lever Grumman en kappetilklædt og indelukket tilværelse. Mange troede, han var død, men der var også mange rygter. Medlemmerne fra "Jordan College" tror han er død, da Lord Asriel viser dem et frosent afhugget hoved og overbeviser dem over at det er Grummans. Men Grumman holder bare lav profil i Jenisej-stammens landsby. 
I den Skyggernes kniv, bliver Lee Scoresby sendt ud for at finde Grumman. Han finder til sidst Grumman i Jenisej-stammen (hvor Scoresby også finder ud af at "Jopari" blot er stammebeboernes dårlige udtale af "John Parry"), selvom Grumman forklarer at det er Grumman selv, der har tiltrukket Scoresby for, at han kunne finde ham. Scoresby tager Grumman med til Cittágazze på hans egne ønsker, fordi han ønsker af finde "Æsahættr"'s vogter. 
På deres rejse for at finde vogteren, bliver de jagtet af soldater i 4 zeppelinere. Grumman bruger sin magt til at skabe en storm der ødelægger en af zeppelineren. Gennem natten, ødelægger han den anden zeppeliner, ved at få et Genfærd til at dræbe piloten. Sayan Kötör får hjælp fra skovens fugle til at hjælpe med at ødelægge den tredje zeppeliner. Da alle hans kræfter er opbrugt, lykkedes det ham ikke at ødelægge den sidste zeppeliner. Grumman går gennem passet, mens Scoresby bliver tilbage for at holde stand mode de resterende soldater. Grumman fortæller Scoresby at han vil passe på Lyra for ham. 
Grumman finder vogteren af kniven, nemlig Will, i en mørk grotte, uvidende om at det er Will eller omvendt og de kæmper, efter Will angriber ham i mørke. Grumman bruger efterfølgende blodmos til at hele Wills sår. Grumman fortæller Will om det store ansvar der følger ved hvis man bliver knivens vogter. Han fortæller ham også at Will skal besejre Autoriteten og bryde den ed han har lavet med Lee Scoresby og ikke mindst Lyra. Da solen begynder at stå op og de ser hinanden ordentligt, indser de begge hvem hinanden er. Men så kommer der en pil susende, afsendt af heksen Juta Kamainen, en heks han engang havde et kærlighedsforhold til, og rammer Grumman i hjertet og dræber ham. 